# 넬 캠벨

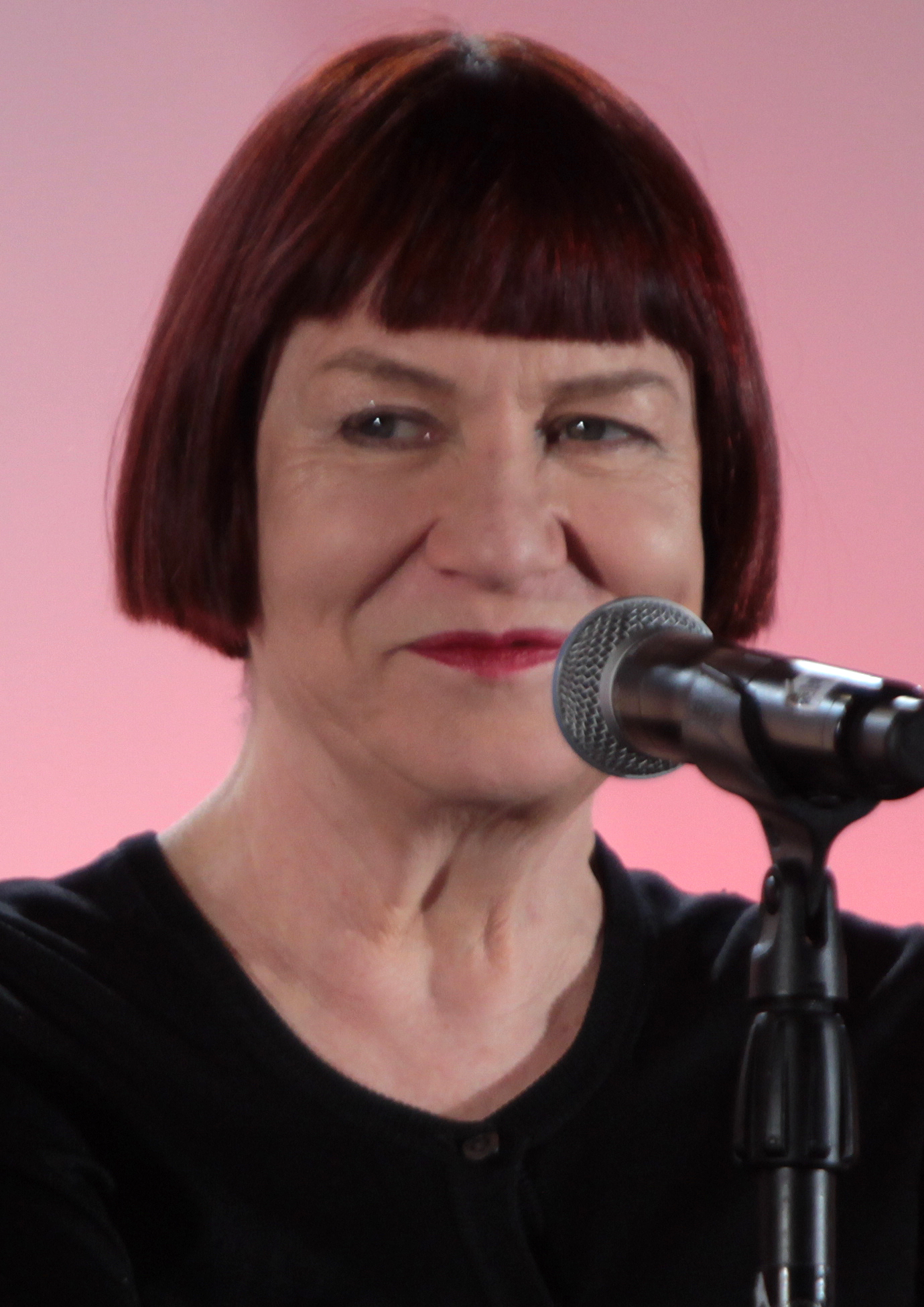

넬 캠벨(Nell Campbell, 1953년 5월 24일 ~ )은 오스트레일리아의 가수, 영화배우이다.
시드니에서 태어났다.

## 영화
- 더 인턴 (2000년)
- 위대한 유산 (1998년)
- 핑크 플로이드의 더 월 (1982년)
- 쇼크 트리트먼트 (1981년)
- 리즈 (1975년)
- 록키 호러 픽쳐 쇼 (1975년)